# Campeonato Europeo de Baloncesto Femenino de 1978
El XVI Campeonato Europeo de Baloncesto Femenino se celebró en Polonia entre el 20 y el 30 de mayo de 1978 bajo la denominación EuroBasket Femenino 1978. El evento fue organizado por la Confederación Europea de Baloncesto (FIBA Europa) y la Federación Polaca de Baloncesto.
Un total de doce selecciones nacionales afiliadas a FIBA Europa compitieron por el título europeo, cuyo anterior portador era el equipo de la Unión Soviética, vencedor del EuroBasket 1976. 
La selección de la Unión Soviética se adjudicó la medalla de oro, la plata fue para Yugoslavia y el bronce para Checoslovaquia.

## Plantilla del equipo campeón
- Unión Soviética:

Angelė Rupšienė, Ljubov' Šarmaj, Vida Šulskytė, Ol'ga Baryševa, Tat'jana Ovečkina, Nadežda Šuvaeva, Uliana Semiónova, Aleksandra Ovčinnikova, Nelli Ferjabnikova, Ol'ga Sucharnova, Olga Buriakina, Elena Čausova. Seleccionadora: Lidia Alekséyeva